# David Wolffsohn
Pour les articles homonymes, voir Wolfsohn.
David Wolffsohn est un homme d'affaires juif lituanien, né le 9 octobre 1855 à Darbėnai, dans le gouvernement de Kowno en Lituanie (alors dans l'Empire russe), et mort le 15 septembre 1914 à Bad Homburg vor der Höhe dans le grand-duché de Hesse.
Étant l'un des plus proches de Theodor Herzl, le fondateur du sionisme moderne, il lui a succédé en tant que président du Congrès sioniste.

## Biographie
David Wolffsohn naît en Lituanie le 9 octobre 1855, de parents religieux, Isaac and Feiga, qui lui dispensent une éducation juive et qui l'envoient dans l'Allemagne voisine (à Memel dans la province de Prusse-Orientale) vers 1869 à l'âge de 13 ans.
Il commence à travailler dans un commerce de bois, ce sans formation préalable et avec une connaissance minimale de l’allemand. Il y rencontre le rabbin Isaac Rülf qui, voyant un garçon éveillé, le prend sous sa coupe et lui apprend l'allemand, les mathématiques et le présente au mouvement des Amants de Sion.
En 1872, Wolffsohn déménage à Lyck (aujourd'hui Ełk en Pologne), toujours en Prusse-Orientale, pour y suivre un enseignement commercial. Il y rencontre le rédacteur en chef du Ha-Maggid, Aharon David Gordon, qui enthousiasme Wolffsohn par ses idées nationalistes juives.

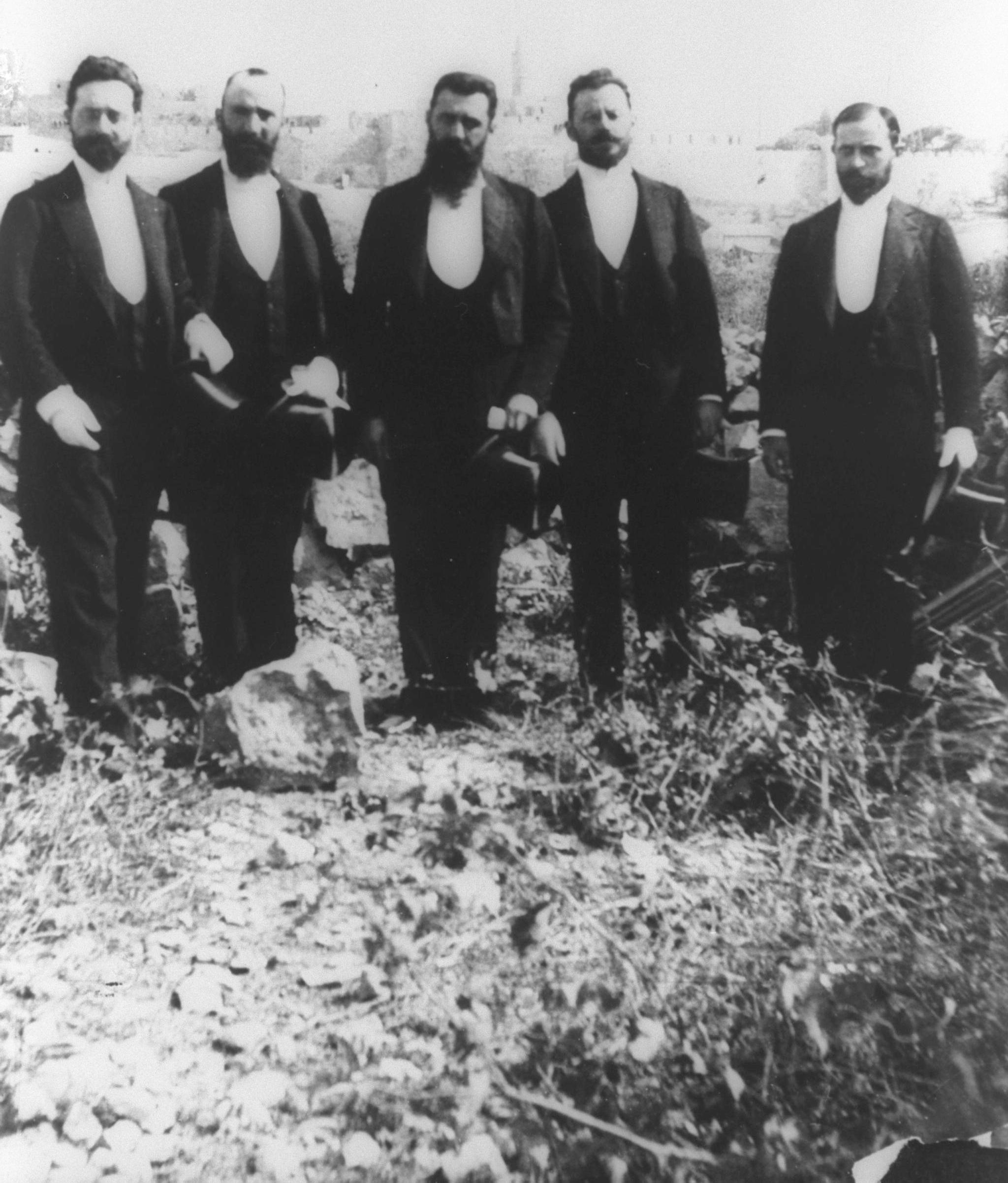
Délégation sioniste à Jérusalem, le 2 novembre 1898, accompagnant le Kaiser Guillaume II lors de son voyage en Palestine. De gauche à droite :, David Wolffsohn, Theodor Herzl,,. Il est possible que cette photo ait été prise à Motza près de Jérusalem, au moment où ils ont planté un cèdre et un dattier.

En 1873, il est envoyé chez son frère pour échapper à la conscription dans l’armée tsariste. Après des années où il vit difficilement, il part pour Papenbourg, en Frise, où il peut pour la première fois réussir en affaire : il devient copropriétaire d'une société florissante de commerce de bois, baptisée « Bernstein » ; celle-ci change de nom pour devenir « Bernstein & Wolffsohn ». Il aide à la construction d'une synagogue.
Il part pour Cologne en 1888 où il déplace le siège social de sa société et y devient un hommes d'affaires prospère. Il s'implique alors dans des activités à caractère sioniste, en retrouvant le mouvement des Amants de Sion. Il rencontre alors Max Bodenheimer (en), avec lequel il fonde en 1893 « l'Association de Cologne pour la promotion de l’agriculture et de l’artisanat en Palestine ». Toujours avec lui, Wolffsohn fonde l'Association sioniste allemande (de) l'année suivante.
À la suite de la publication du livre de Herzl Der Judenstaat, il part pour Vienne en 1896, rencontre l'auteur, lui promet son soutien et devient l'admirateur et l'ami le plus proche du visionnaire du sionisme politique.
En 1897, Wolffsohn joue un rôle actif dans l'organisation du premier congrès sioniste qui se réunit à Bâle, en Suisse. Il est particulièrement utile à Herzl par ses connaissances en affaires, notamment lorsqu'il s'agit de mettre sur pied la Banque coloniale juive à Londres (The Jewish Colonial Trust).
Jusqu'en 1904, Wolffsohn fait partie du cabinet restreint du Conseil du travailleur sioniste. Il accompagne Herzl lors de ses voyages à Londres, Constantinople, et en Palestine en novembre 1898, à la suite du Kaiser Guillaume II (de). Wolffsohn est aussi l'un des initiateurs du Fonds pour l'implantation juive, dont il devient le premier président.
Après la disparition de Herzl à 44 ans seulement, Wolffsohn sombre dans une profonde dépression qu’il tente de compenser par une suractivité pour la cause sioniste. Il prononce les mots suivants lors des funérailles de Herzl : « Tu n’as pas voulu qu’on parle sur ta tombe. Mais si nous jurons que nous poursuivrons de toutes nos forces l’œuvre que tu as commencée, nous jurerons que nous garderons toujours ton nom sacré et que nous ne t’oublierons jamais, tant qu’un Juif vivra sur terre. » Puis il jure en levant la main : « Que mes droits disparaissent si j’oublie les tiens, Jérusalem. »
Il devient l'exécuteur testamentaire de Herzl (avec Leon Kellner (de) et Johann Kremenezky (de)) puis le tuteur de ses enfants.
La mort de Herzl crée un vide dans la direction du mouvement. Plusieurs candidats sont pressentis pour lui succéder et, finalement, lors du septième congrès sioniste de 1905, trois candidats à la présidence de l’Organisation mondiale sioniste sont désignés : Wolffsohn, Max Nordau et Otto Warburg. Wolffsohn est élu. Il est aussi réélu deux ans plus tard lors du huitième congrès de 1907.
Wolffsohn veille principalement à l'unité des forces politiques présentes. Nombre de ses visites aux dirigeants mondiaux (deux fois à Constantinople, une fois en Russie, en Hongrie) sont l'occasion pour lui d'expliquer le sionisme, et de présenter les problèmes auxquels se trouvent confrontés les Juifs. 
Wolffsohn est à nouveau réélu président lors du neuvième congrès, en décembre 1909, mais il perd de puissants partisans. Sa santé décline et, même s'il est à nouveau élu en 1911 lors du dixième congrès, il n'accepte pas la fonction qu'il cède à Otto Warburg. Toutefois, Wolffsohn ne disparaît pas et continue d'apporter son aide pour les aspects financiers et économiques.

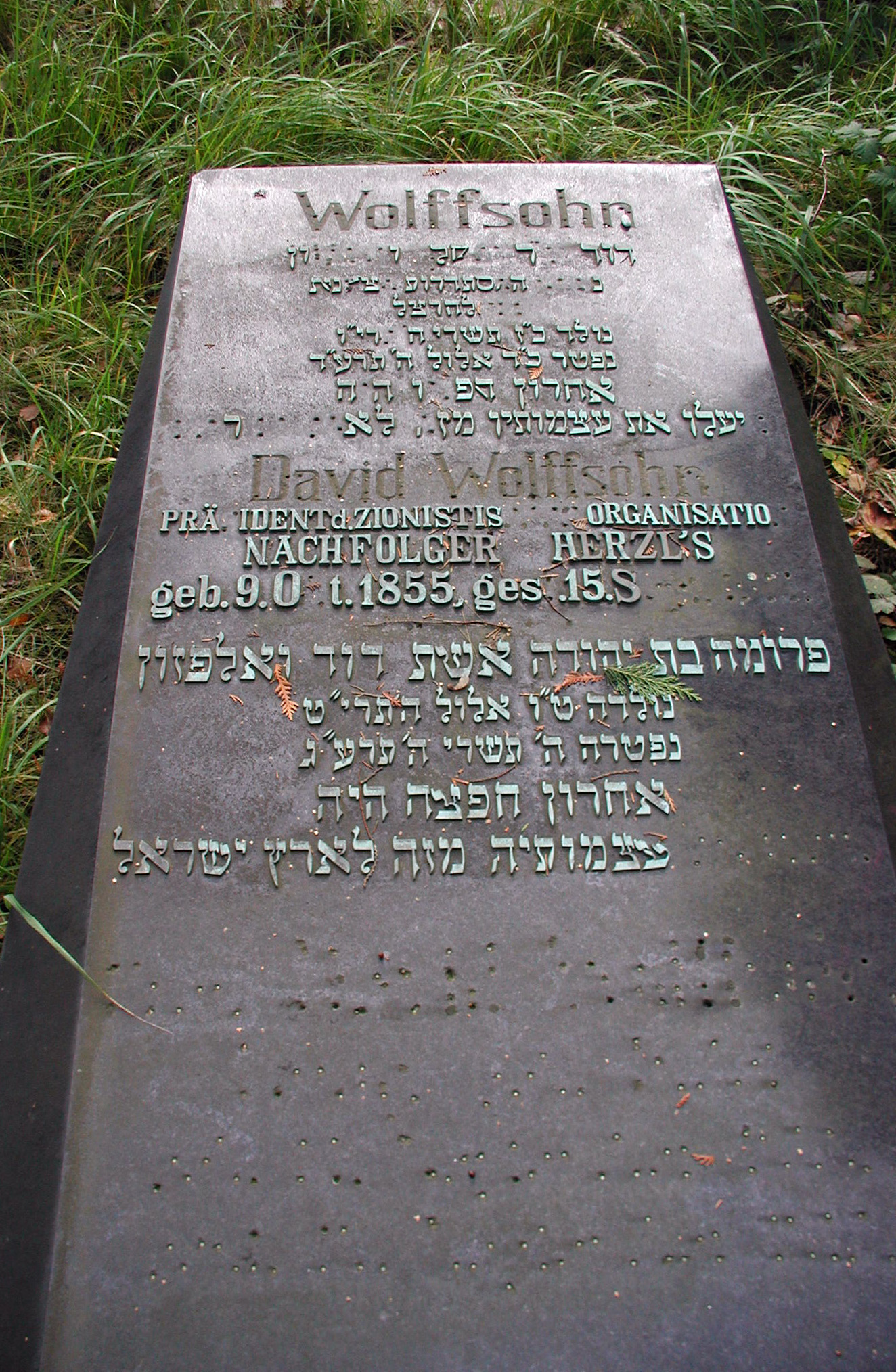
Tombe de Wolffsohn au cimetière juif de Cologne-Deutz, sur laquelle figure sa date de naissance au 9 octobre 1855.

Lors du onzième congrès qui se tient à Vienne en septembre 1913, Wolffsohn préside encore le congrès et se bat avec succès pour que les organisations financières sionistes continuent de participer à l'objectif culturel sioniste.
Wolffsohn a ensuite l’intention d’émigrer vers « Eretz Israël » et, quelques mois après le congrès, s'achète un grand terrain près de Jaffa, mais son objectif ne peut se réaliser : il meurt en effet au retour d’une cure en Suisse, d'une défaillance cardiaque le 15 septembre 1914 à Bad Homburg. Il est enterré le 18 septembre au cimetière juif de Cologne-Deutz (de), au côté de sa épouse Fanny, morte deux ans avant lui. En 1952, leurs dépouilles sont transférées à Jérusalem et inhumées à côté de celles de Theodor Herzl, sur le mont Herzl, à Jérusalem.

## Bilan
Du vivant de Herzl, Wolffsohn, avec son passé religieux, proposait que le drapeau du mouvement soit bleu sur fond blanc, comme un talit. Son idée a été présentée pour la première fois le 21 juillet 1891 lors de l’inauguration de la Zion-Halle à Boston. Le 14 mai 1948, ce drapeau a été hissé pour la première fois en Palestine et a été officiellement reconnu le 12 septembre 1948 comme drapeau de l’État juif.
Lors du septième congrès de 1905, le projet Ouganda a été rejeté et le programme de Bâle, qui s’engageait à accroître les activités de colonisation, a été adopté. À ce stade, Wolffsohn avait déjà tenté de combler le fossé entre le courant des sionistes « politiques » et celui des sionistes « pratiques ». Après le septième congrès, Wolffsohn a fait transférer tous les bureaux des organisations sionistes à Cologne. Cela a également encouragé le Fonds national juif à transférer son siège à Cologne. Wolffsohn a demandé à Nachum Sokolow de devenir secrétaire général de l’organisation. En 1907, Wolffsohn (avec Sokolow) a fondé HaOlam, le journal officiel du mouvement.
En 1906, bien qu’il fût déjà en mauvaise santé, il s’était rendu en Afrique du Sud. Ce long voyage a constitué un jalon dans l’histoire du sionisme, car il a donné naissance à la Fédération sioniste sud-africaine. À son retour, Wolffsohn s'est trouvé confronté à une opposition sérieuse. Il a accepté un emprunt du FNJ pour les premiers colons d’Ahuzat Bajit, le futur centre de la ville de Tel Aviv.
Bien que les débats du huitième congrès (à La Haye en 1907) aient été en partie animés, Wolffsohn s’est révélé être un médiateur accompli et il a insisté pour que tous les programmes pratiques de l’organisation (y compris les activités du Fonds national juif et des nouvelles colonies) soient approuvés.
La personnalité et l’œuvre de Wolff n’ont été vraiment appréciées qu’à titre posthume. Par la suite, ses adversaires lui aussi ont reconnu le mérite d'avoir été un homme du peuple qui s’était élevé socialement grâce à des décennies de dur labeur. Il représente la synthèse de l’Europe de l’Est et de celle de l’Ouest, qui réunit les meilleures caractéristiques des deux communautés.
Le legs matériel considérable de Wolffsohn, qu’il avait destiné à des fins sionistes (fondation Wolffsohn, de premier président Jacobus Henricus Kann), a permis de réunir les ressources financières nécessaires à la construction de la Bibliothèque nationale juive sur le mont Scopus à Jérusalem (bâtiment David-Wolffsohn) ; celle-ci a été inaugurée en 1930, dix-huit ans avant la fondation d'Israël.
Le kibboutz Nir-David (Tel-Amal), à l'entrée de la vallée de Beït Shéan porte aujourd'hui son nom.

## Parenté
L’un des neveux de Wolff était le musicien Juliusz Wolfsohn (de).